# 2010-es Párizs–Roubaix-kerékpárverseny
A 2010-es Párizs–Roubaix-kerékpárverseny a 108. volt 1896 óta. 2010. április 11-én rendezték meg. A verseny része a 2010-es UCI-világranglistának. Elsőként a svájci Fabian Cancellara haladt át a célvonalon, második a norvég Thor Hushovd, míg harmadik a spanyol Juan Antonio Flecha lett.

## Csapatok
18-ból ProTour csapatból 16 vett részt a versenyen. 14 csapat a 2008-ban kötött szerződés miatt automatikusan részt vett a versenyen. Szabadkártyát kapott még az Acqua & Sapone, az Androni Giocattoli, a BMC Racing Team, a Cervélo TestTeam, a Garmin–Transitions, a Katyusa, a Team RadioShack, a Saur–Sojasun, a Skil–Shimano, a Team Sky és a Vacansoleil.
(A): A csapat automatikusan részt vett a versenyen, a 2008-as szerződés miatt.
ProTour csapatok:
 AG2R La Mondiale (A) ·   Caisse d’Epargne (A) ·   Euskaltel–Euskadi (A) ·   Française des Jeux (A) ·   Garmin–Transitions ·   Lampre–Farnese Vini (A) ·   Liquigas–Doimo (A) ·   Omega Pharma–Lotto (A) ·   Quick Step (A) ·   Rabobank (A) ·   Team HTC–Columbia (A) ·   Katyusa ·   Team RadioShack ·   Team Milram (A) ·   Team Saxo Bank (A) ·   Team Sky · 
Profi kontinentális csapatok:
 Acqua & Sapone ·   Androni Giocattoli ·   Bbox Bouygues Telecom (A) ·   BMC Racing Team ·  Cervélo TestTeam ·   Cofidis (A) ·   Saur–Sojasun ·   Skil–Shimano ·   Vacansoleil

## Végeredmény
|    | Versenyző                 | Csapat             | Idő                 |
| -- | ------------------------- | ------------------ | ------------------- |
| 1  | Fabian Cancellara (SUI)   | Team Saxo Bank     | 6:35:10             |
| 2  | Thor Hushovd (NOR)        | Cervélo TestTeam   | 6:37:10 (+00:02:00) |
| 3  | Juan Antonio Flecha (ESP) | Team Sky           | a.i.                |
| 4  | Roger Hammond (GBR)       | Cervélo TestTeam   | 6:38:24 (+00:03:14) |
| 5  | Tom Boonen (BEL)          | Quick Step         | a.i.                |
| 6  | Bjorn Leukemans (BEL)     | Vacansoleil        | 6:38:40 (+00:03:30) |
| 7  | Filippo Pozzato (ITA)     | Katyusa            | 6:38:56 (+00:03:46) |
| 8  | Leif Hoste (BEL)          | Omega Pharma–Lotto | 6:40:26 (+00:05:16) |
| 9  | Sébastien Hinault (FRA)   | AG2R La Mondiale   | 6:41:37 (+00:06:27) |
| 10 | Hayden Roulston (NZL)     | Team HTC–Columbia  | 6:42:09 (+00:06:59) |

## Fordítás
Ez a szócikk részben vagy egészben  a(z)   2010 Paris–Roubaix című angol Wikipédia-szócikk ezen változatának fordításán alapul.  Az eredeti cikk szerkesztőit annak laptörténete sorolja fel. Ez a jelzés csupán a megfogalmazás eredetét és a szerzői jogokat jelzi, nem szolgál a cikkben szereplő információk forrásmegjelöléseként.